# Anita Włodarczyk
Pour les articles homonymes, voir Włodarczyk.
Anita Włodarczyk (née le 8 août 1985 à Rawicz) est une athlète polonaise spécialiste du lancer du marteau, actuelle détentrice du record du monde avec 82,98 m. Championne du monde en 2009, 2013, 2015 et 2017, et championne olympique à Londres en 2012, à Rio en 2016 et à Tokyo en 2021, elle compte également quatre titres de championne d'Europe obtenus en 2012, 2014 et 2016 et 2018. Première athlète à lancer à plus de 80 m dans sa discipline, elle a logiquement récupéré la médaille d'or des Jeux olympiques de Londres 2012, puisque celle qui l'avait devancée, la Russe Tatyana Lysenko a été disqualifiée pour dopage par le CIO à la suite de la réanalyse de ses échantillons le 11 octobre 2016.

## Biographie
Neuvième des championnats d'Europe espoirs de 2007, elle se révèle en 2008 en remportant la coupe d'Europe des lancers, à Split, avec la marque de 71,84 m. Sélectionnée pour les Jeux olympiques de Pékin, elle termine sixième de la finale avec un lancer à 71,56 m. En fin de saison 2008, elle se classe troisième de la finale mondiale de l'IAAF, à Stuttgart.

### Titre mondial et premier record du monde (2009)

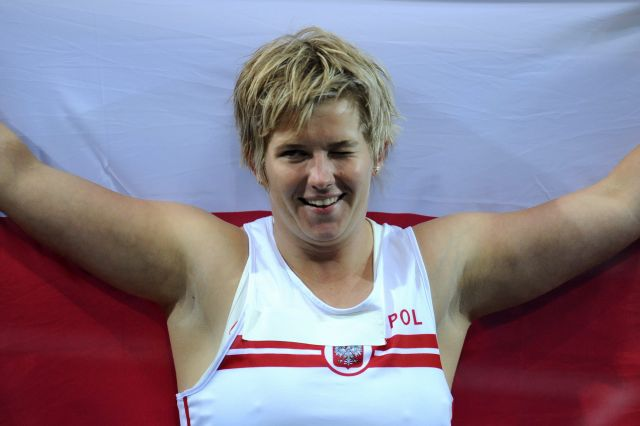
Anita Włodarczyk remporte les championnats du monde 2009, à Berlin.

En 2009, la Polonaise remporte de nouveau la coupe d'Europe hivernale des lancers, à Los Realejos, en 75,05 m. Elle participe aux premiers championnats d'Europe par équipes, à Leiria au Portugal, et remporte l'épreuve avec un lancer à 75,23 m. Le 8 août 2009, lors de la réunion de Cottbus, Wlodarczyk établit la meilleure performance mondiale de l'année, avec un jet à 77,20 m. Le 22 août, elle remporte son premier titre international majeur en s'imposant en finale des championnats du monde, à Berlin, et en établissant un nouveau record du monde de la discipline en 77,96 m, améliorant de seize centimètres la précédente meilleure marque mondiale de la Russe Tatyana Lysenko datant de 2006. En célébrant son jet par un saut de joie, elle se donne une entorse de la cheville qui l'empêche de réaliser les lancers suivants de la finale.
Le 6 juin 2010, lors de la réunion de Bydgoszcz, Anita Włodarczyk bat son propre record du monde du lancer en réalisant un jet à 78,30 m. Elle se classe troisième des championnats d'Europe 2010, à Barcelone, derrière l'Allemande Betty Heidler et la Russe Tatyana Lysenko, et termine par ailleurs deuxième du classement général du challenge IAAF du lancer de marteau.
Dépossédée de son record du monde en mai 2011 par Betty Heidler (79,42 m), elle se classe cinquième des championnats du monde de Daegu avec un lancer à 73,56 m.

### Championne d'Europe et championne olympique (2012)

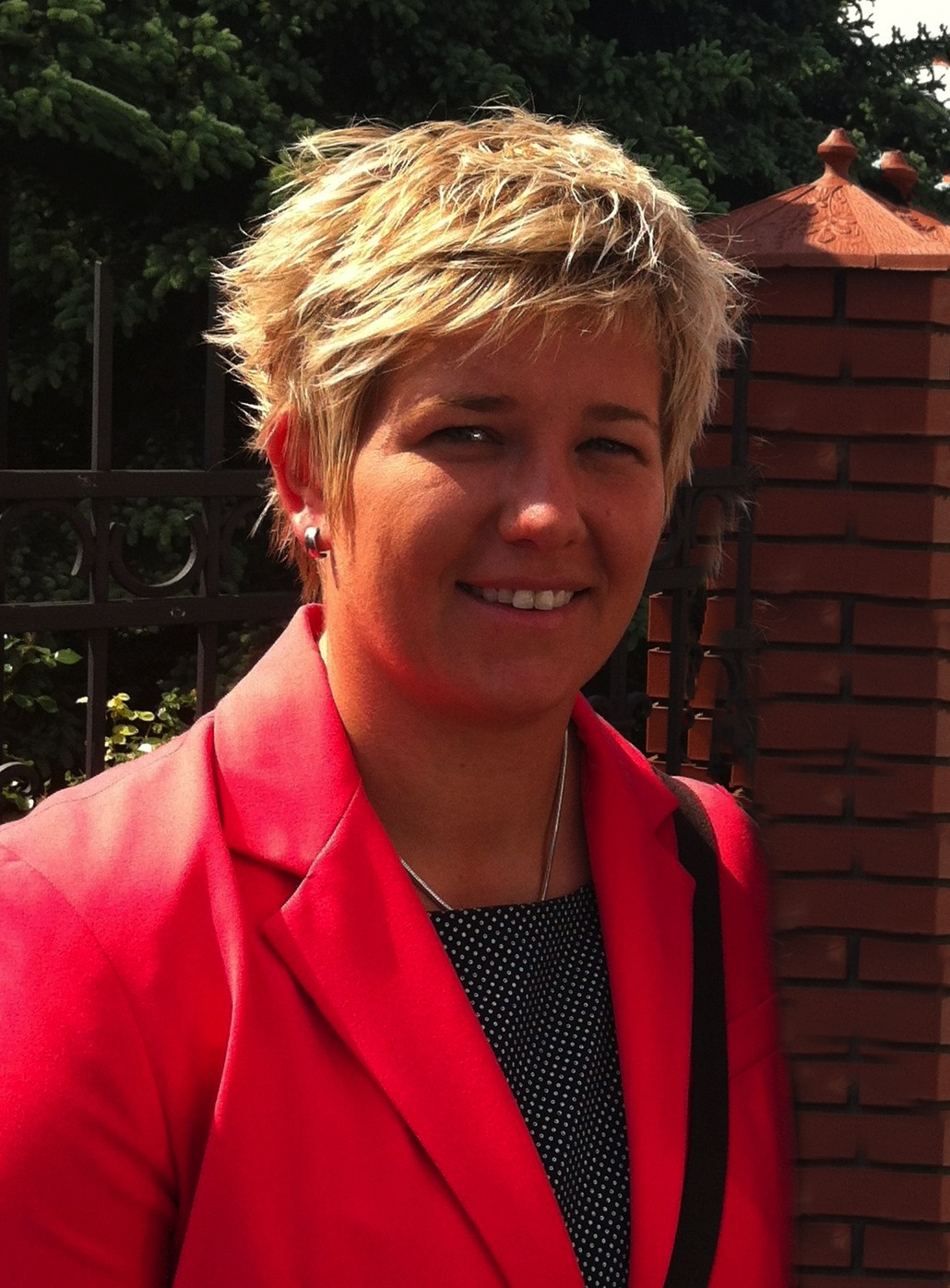
Anita Włodarczyk en 2013

En juin 2012, Anita Włodarczyk remporte les championnats d'Europe d'Helsinki avec la marque de 74,29 m, devançant sur le podium la Slovaque Martina Hrašnová et la Russe Anna Bulgakova. Fin août 2012, en finale des Jeux olympiques de Londres, elle devient vice-championne olympique derrière Tatyana Lysenko, en établissant son meilleur lancer à 77,60 m. Cependant, Lysenko est disqualifiée pour dopage à la suite de la réanalyse de ses échantillons (où sont trouvés du Turinabol, une substance interdite), le 11 octobre 2016 par la CIO. Ainsi, logiquement, la médaille d'or de ces Jeux 2012 revient officiellement à Anita Włodarczyk. La médaille lui est remise en main propre le 6 novembre 2019. 
Lors des championnats du monde 2013, à Moscou, elle termine initialement deuxième du concours derrière Tatyana Lysenko en améliorant le record de Pologne avec la marque de 78,46 m. Toutefois, la médaille d'or lui sera réattribuée quelques années plus tard à la suite du déclassement pour dopage de la Russe. 

### Deuxième titre continental, nouveau record du monde (2014)
En août 2014, lors des championnats d'Europe de Zurich en Suisse, Włodarczyk remporte son deuxième titre continental consécutif avec un lancer à 78,76 m, signant la meilleure performance mondiale de l'année, un nouveau record des championnats ainsi qu'un nouveau record national. Martina Hrašnová et Joanna Fiodorow complètent le podium. Le 31 août 2014, quelques jours après les championnats d'Europe, lors du meeting ISTAF de Berlin, elle établit pour la troisième fois de sa carrière le record du monde du lancer du marteau avec un jet à 79,58 m, réalisé à sa deuxième tentative, améliorant de 16 cm l'ancien record de Betty Heidler. En fin de saison 2014, elle remporte la coupe continentale, à Marrakech.

### Deuxième titre olympique et nouveaux records du monde (2016)

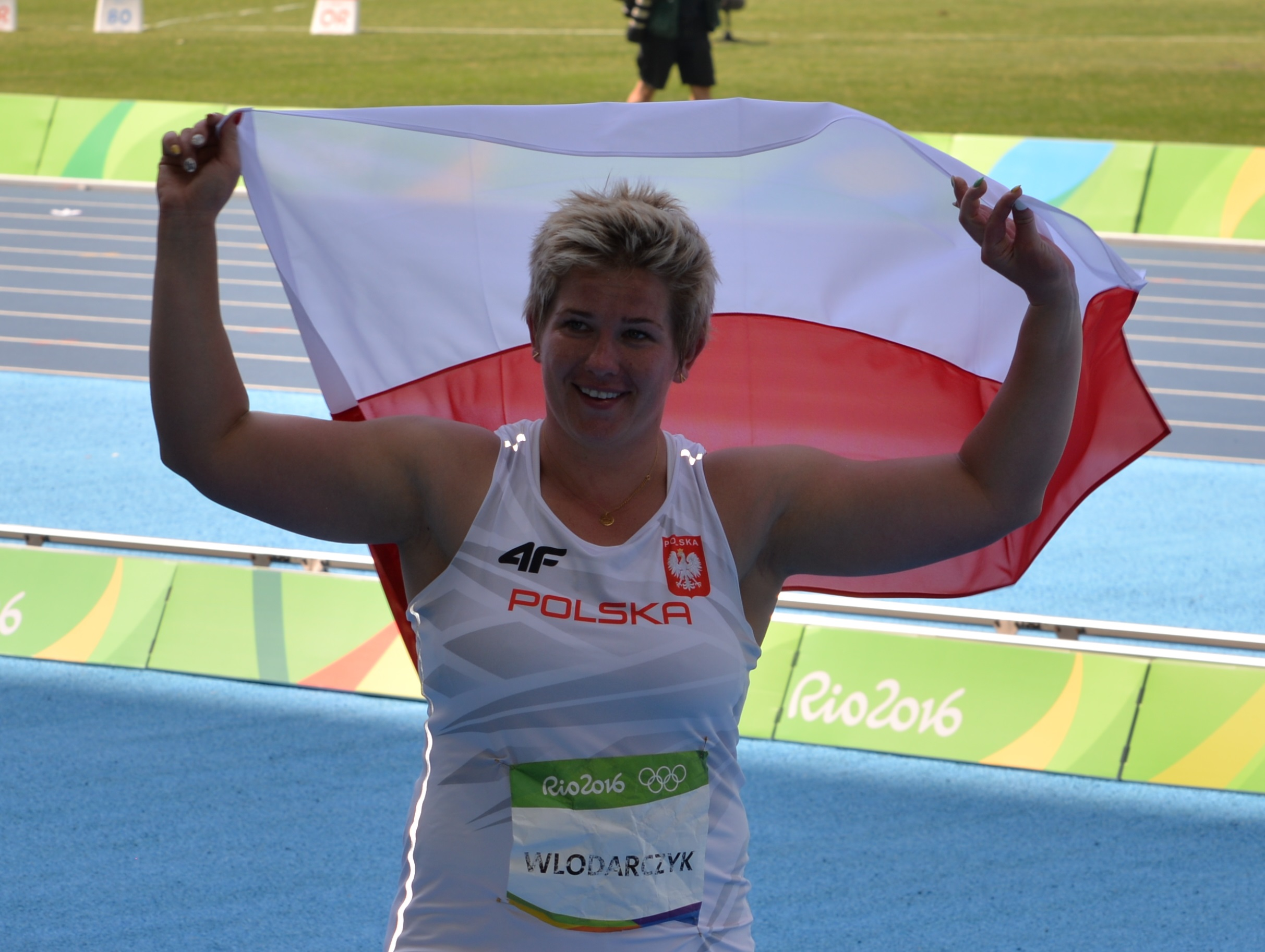
Anita Włodarczyk remporte le titre olympique de 2016, à Rio.

Le 27 juin 2015, à Wrocław, elle ajoute 25 cm à son propre record du monde en atteignant le marque de 79,83 m puis améliore à nouveau cette marque le 1er août en devenant la première femme au-delà des 80 mètres avec 81,08 m. En tant que grande favorite, Wlodarczyk est sacrée championne du monde à Pékin avec 80,85 m, record des championnats, performance qui est le 2e jet de l'histoire derrière son propre record du monde.
Le 21 mai 2016 à Halle, la Polonaise établit la meilleure performance mondiale de l'année avec un jet à 79,48 m, également record du meeting (79,42 m par Betty Heidler en 2011). Elle s'impose le 7 juin 2016 au Meeting de Montreuil avec 76,61 m, marque supérieure à n'importe quelle performance réalisée par une femme, cette année. 
Le 8 juillet 2016, elle gagne son 3e titre européen consécutif à l'occasion des Championnats d'Europe d'Amsterdam avec un jet à 78,14 m. Le 15 août 2016, elle décroche la médaille d'or des Jeux olympiques de Rio, la deuxième de sa carrière, avec un lancer à 82,29 m, améliorant de 1,29 m son propre record du monde. Le 28 août 2016, à Varsovie, elle atteint la marque de 82,98 m, battant une nouvelle fois son record du monde.

### Troisième titre mondial et quatrième titre européen (2017 et 2018)
Le 7 août 2017, la Polonaise remporte son 3e titre mondial à l'occasion des championnats du monde de Londres avec un lancer à 77,90 m.
Le 12 août 2018, dans le stade olympique de Berlin, Wlodarczyk remporte son 4e titre consécutif aux championnats d'Europe, en s'imposant avec un jet à 78,94 m, record des championnats. Elle devance la Française Alexandra Tavernier (74,78 m) et l'autre Polonaise Joanna Fiodorow (74,00 m).
Le 12 juillet 2019, elle annonce déclarer forfait pour les championnats du monde 2019 de Doha, dont elle était triple tenante du titre.

### Troisième titre olympique (2021)
A Tokyo en 2021, Anita Włodarczyk rentre un peu plus dans l'Histoire en décrochant à 35 ans son troisième titre olympique consécutif, ce qu'aucune femme n'avait réalisé aux Jeux Olympiques en athlétisme. Avec 78,48 m, elle devance la Chinoise Zheng Wang (77,03 m) et la Polonaise Malwina Kopron (75,49 m).

### 2024
Le 15 juillet 2024, elle est nommée porte-drapeau de la délégation polonaise aux Jeux olympiques de 2024 à Paris aux côtés du joueur de basket-ball Przemysław Zamojski.

## Palmarès
| Date | Compétition                         | Lieu                                | Résultat | Performance |
| ---- | ----------------------------------- | ----------------------------------- | -------- | ----------- |
| 2007 | Championnats d'Europe espoirs       | Debrecen                            | 9e       | 62,11 m     |
| 2008 | Coupe d'Europe des lancers          | Split                               | 1re      | 71,84 m     |
| 2008 | Jeux olympiques                     | Pékin                               | 4e       | 71,56 m     |
| 2008 | Finale mondiale                     | Stuttgart                           | 3e       | 70,97 m     |
| 2009 | Coupe d'Europe des lancers          | Los Realejos                        | 1re      | 75,05 m     |
| 2009 | Championnats d'Europe par équipes   | Leiria                              | 1re      | 75,23 m     |
| 2009 | Championnats du monde               | Berlin                              | 1re      | 77,96 m WR  |
| 2010 | Championnats d'Europe               | Barcelone                           | 3e       | 73,34 m     |
| 2010 | Challenge IAAF du lancer de marteau | Challenge IAAF du lancer de marteau | 2e       | —           |
| 2011 | Championnats du monde               | Daegu                               | 5e       | 73,56 m     |
| 2012 | Championnats d'Europe               | Helsinki                            | 1re      | 74,29 m     |
| 2012 | Jeux olympiques                     | Londres                             | 1re      | 77,60 m SB  |
| 2012 | Challenge IAAF du lancer de marteau | Challenge IAAF du lancer de marteau | 2e       | —           |
| 2013 | Championnats d'Europe par équipes   | Gateshead                           | 2e       | 74,14 m     |
| 2013 | Championnats du monde               | Moscou                              | 1re      | 78,46 m NR  |
| 2013 | Jeux de la Francophonie             | Nice                                | 1re      | 75,62 m CR  |
| 2013 | Challenge IAAF du lancer de marteau | Challenge IAAF du lancer de marteau | 1re      | —           |
| 2014 | Championnats d'Europe               | Zurich                              | 1re      | 78,76 m NR  |
| 2014 | Coupe continentale                  | Marrakech                           | 1re      | 75,21 m     |
| 2014 | Challenge IAAF du lancer de marteau | Challenge IAAF du lancer de marteau | 1re      | —           |
| 2015 | Championnats d'Europe par équipes   | Tcheboksary                         | 1re      | 78,28 m CR  |
| 2015 | Championnats du monde               | Pékin                               | 1re      | 80,85 m CR  |
| 2015 | Challenge IAAF du lancer de marteau | Challenge IAAF du lancer de marteau | 1re      | —           |
| 2016 | Championnats d'Europe               | Amsterdam                           | 1re      | 78,14 m     |
| 2016 | Jeux olympiques                     | Rio de Janeiro                      | 1re      | 82,29 m WR  |
| 2016 | Challenge IAAF du lancer de marteau | Challenge IAAF du lancer de marteau | 1re      | —           |
| 2017 | Championnats du monde               | Londres                             | 1re      | 77,90 m     |
| 2017 | Challenge IAAF du lancer de marteau | Challenge IAAF du lancer de marteau | 1re      | —           |
| 2018 | Coupe du monde                      | Londres                             | 1re      | 78,74 m     |
| 2018 | Championnats d'Europe               | Berlin                              | 1re      | 78,94 m     |
| 2018 | Challenge IAAF du lancer de marteau | Challenge IAAF du lancer de marteau | 1re      | —           |
| 2018 | Coupe continentale                  | Ostrava                             | 2e       | 73,45 m     |
| 2021 | Coupe d'Europe des lancers          | Split                               | 2e       | 72,37 m     |
| 2021 | Jeux olympiques                     | Tokyo                               | 1re      | 78,48 m     |
| 2024 | Championnats d'Europe               | Rome                                | 2e       | 72,92 m     |
| 2024 | Jeux olympiques                     | Paris                               | 4e       | 74,23 m     |

## Records

### Records personnels
| Épreuve           | Performance  | Lieu     | Date         |
| ----------------- | ------------ | -------- | ------------ |
| Lancer du marteau | 82,98 m (WR) | Varsovie | 28 août 2016 |

### Records du monde
| Marque  | Lieu           | Date          |
| ------- | -------------- | ------------- |
| 77,96 m | Berlin         | 22 août 2009  |
| 78,30 m | Bydgoszcz      | 6 juin 2010   |
| 79,58 m | Berlin         | 31 août 2014  |
| 79,83 m | Wrocław        | 27 juin 2015  |
| 81,08 m | Wladyslawowo   | 1er août 2015 |
| 82,29 m | Rio de Janeiro | 15 août 2016  |
| 82,98 m | Varsovie       | 28 août 2016  |

## Distinctions
- Trophée Track and Field News de l'athlète de l'année en 2014[23], 2016[24] et 2017[25].